# Glândula adanal
Glândula anal, glândula ad'anal, glândula adanal são glândulas existentes em alguns animais que exalam odores.[carece de fontes?]
Ela existe e serve para os cães se reconhecerem através do odor exalado por ela. Alguns cães podem apresentar problemas relacionados a esta, como inflamações, e isso pode se caracterizar por um mau cheiro contínuo além de outras coisas como esfregar a região da glândula no chão.